# Phlyctaenomorpha
Phlyctaenomorpha là một chi bướm đêm thuộc họ Crambidae.